# Roeselia deglupta
Roeselia deglupta är en fjärilsart som beskrevs av Max Wilhelm Karl Draudt 1918. Roeselia deglupta ingår i släktet Roeselia och familjen trågspinnare. Inga underarter finns listade.